# Колективні ефекти
Колекти́вні ефе́кти — у фізиці прискорювачів, сукупність різноманітних явищ, що залежать від інтенсивності пучка заряджених частинок, і впливають на його динаміку в прискорювачах. У пучку малої інтенсивності частинки не взаємодіють між собою і не впливають на оточення, таким чином, рух частинок повністю визначається зовнішніми електромагнітними полями елементів прискорювача. В інтенсивному згустку поле, створюване ансамблем заряджених частинок, впливає на динаміку окремої частинки як безпосередньо, так і через поля, що наводяться на елементах прискорювача. Саме колективні ефекти, як правило, обмежують інтенсивність пучка в прискорювачах.
Колективні ефекти можуть бути як некогерентними (впливають індивідуально на рух кожної частинки) так і когерентними (змушують рухатися весь пучок або згусток синфазно).

## Типи колективних ефектів
Зазвичай під колективними ефектами мають на увазі:
- Просторовий заряд — власне поле всіх частинок пучка, без урахування оточення. Цей ефект призводить до дефокусування частинок пучка, появи розкиду частот власних коливань.
- Наведені поля (англ. wakefields) й імпеданси — електричні та магнітні поля, створювані зарядами і струмами зображення у провідних елементах вакуумної і прискорювальної системи, а також їх подання в частотному відображенні. Ефекти, пов'язані з наведеними полями, надзвичайно різноманітні і породжують багато типів нестійкостей: нестійкість від'ємної маси, робінсонівська нестійкість, BBU (англ. beam break-up), head-tail ефект тощо.

У ширшому сенсі до колективних ефектів відносять:
- Електронні хмари, накопичення йонів — накопичення заряджених частинок на магнітній доріжці циклічних прискорювачів, унаслідок вибивання зі стінок вакуумної камери під дією синхротронного випромінювання, або йонізації атомів залишкового газу.
- Ефекти зустрічі — в колайдерах, взаємодія з електромагнітним полем зустрічного пучка.

## Придушення колективних нестійкостей
Для боротьби з колективними нестійкостями використовують різні методи, залежно від конкретного типу. Це можуть бути пасивні методи, наприклад, спеціальні покриття вакуумної камери для зниження коефіцієнта вторинної емісії, або активні системи зворотного зв'язку.